# Bryan Volpenhein
Bryan Volpenhein, né le 18 août 1976 à Cincinnati, est un rameur d'aviron américain.

## Palmarès

### Jeux olympiques
- Athènes 2004
  -  Médaille d'or en huit.
- Pékin 2008
  -  Médaille de bronze en huit.

### Championnats du monde
- Championnats du monde d'aviron 1998
- Championnats du monde d'aviron 1999
- Championnats du monde d'aviron 2002
- Championnats du monde d'aviron 2002
- Championnats du monde d'aviron 2003
- Championnats du monde d'aviron 2005
  - [1]